# Precious Time
Precious Time è il terzo album di Pat Benatar, pubblicato nel 1981. Ha raggiunto il primo posto della classifica di vendita Billboard 200 e contiene singoli di successo come Fire and Ice e Promises in the Dark.

## Tracce
1. Promises in the Dark (Benatar, Neil Giraldo) – 4:48
2. Fire and Ice (Benatar, Kelly, Sheets) – 3:20
3. Just Like Me (Dey, Hart, Melcher) – 3:28
4. Precious Time (Steinberg) – 6:02
5. It's a Tuff Life (Geraldo) – 3:16
6. Take It Anyway You Want It (Briley, Geraldo) – 2:48
7. Evil Genius (Benatar, Geraldo) – 4:34
8. Hard to Believe (Geraldo, Myron Grombacher) – 3:26
9. Helter Skelter (Lennon, McCartney) – 3:48

## Formazione
- Pat Benatar: voce
- Neil Geraldo: chitarra solista, tastiere, cori
- Scott St. Clair Sheets: chitarra
- Roger Capps - basso, cori
- Myron Grombacher: batteria
- Keith Olsen: percussioni
- Alan Pasqua: pianoforte
- Gary Herbig: Sax
- Joel Peskin: Sax
- Tom Scott: Sax
- Larry Williams: Sax

- Produttore: Keith Olsen e Neil Geraldo
- Ingegneri del suono: Keith Olsen e Chris Minto allo studio Goodnight LA
- Masterizzazione: Greg Fulginiti allo studio Artisan Sound Recorders